# Hookeria ciliata
Hookeria ciliata là một loài Rêu trong họ Hookeriaceae. Loài này được Schimp. mô tả khoa học đầu tiên năm 1872.